# Erik Liljefors
Johan Erik Liljefors, född 6 juli 1894 i Frustuna församling i Södermanlands län, död 16 maj 1981 i Hägerstens församling i Stockholms län, var en svensk veterinär.

## Biografi
Liljefors avlade veterinärexamen 1918, varpå han var assistent på Patologisk-anatomiska avdelningen vid Veterinärhögskolan 1918–1919 och laborator vid Medicinska kliniken vid Veterinärhögskolan 1919–1921. Han idkade veterinärmedicinska studier i Österrike och Ungern 1921, studerade vid Karolinska Institutet 1921–1923 och var bataljonsveterinär vid Livgardet till häst 1921–1925. Därpå var han regementsveterinär vid Fältveterinärbyrån i Sjukvårdsstyrelsen vid Arméförvaltningen tillika veterinärinspektör 1925–1937. Han idkade militärveterinärsstudier i Storbritanniens armé 1931 och i Schweiz armé 1938. Liljefors var regementsveterinär vid Svea artilleriregemente 1937–1939, fältveterinär vid staben IV. arméfördelningen 1939–1942, fältveterinär vid staben i IV. militärområdet 1942–1945 samt överfältveterinär och chef för Fältveterinärkåren 1945–1957.
Erik Liljefors invaldes som ledamot av Kungliga Krigsvetenskapsakademien 1944.
Liljefors var hedersledamot av Svenska militärveterinärsällskapet, Veterinärmedicinska föreningen och Stockholms Studentsångarförbund. Han var ledamot av styrelsen för Svenska Ridsportens Centralförbund 1943–1957 och vice ordförande i centralstyrelsen för Svenska Blå Stjärnan 1950–1957.
Liljefors var son till bryggeriägaren Frithiof Liljefors och Marianne Roth. Han var gift 1927–1954 med Margit Wåhlander (1902–1994) och de fick barnen Ingvar (född 1931) och Monica (född 1938). Erik Liljefors är begravd på Skogskyrkogården i Stockholm.

### Utmärkelser
Ordnar
- Riddare av första klassen av Kungl. Vasaorden, 1936.[10]
- Riddare av Kungl. Nordstjärneorden, 1946.[11]
- Kommendör av andra klassen av Kungl. Nordstjärneorden, 1949.[12]
- Kommendör av första klassen av Kungl. Nordstjärneorden, 1954.[13]

Kungliga minnestecken
- Konung Gustaf V:s jubileumsminnestecken II, 1948.[källa behövs]